# Pedro Páez
Pedro Páez Jaramillo, S.J. (Olmeda de las Fuentes, por entonces Olmeda de la Cebolla, Madrid, 1564-Gorgora, Etiopía, 20 de mayo de 1622) fue un jesuita y misionero español del siglo XVII, recordado por haber sido el primer europeo que llegó a las fuentes del Nilo Azul en 1618.

## Biografía
Páez estudió en el colegio de los jesuitas de Belmonte (Cuenca), en el que conoció al profesor y teólogo navarro Tomás de Ituren, del que se hizo amigo. Aunque en la biografía que Manuel de Almeida escribió sobre él se dice que estudió en Coímbra, nuevas investigaciones han mostrado que los realizó en la Universidad de Alcalá, descartando que recibiese formación en territorio portugués peninsular. Respondiendo a una vocación para la misión de Etiopía, hacia 1585 partió camino de Goa.
Después de estar un año en el Colegio de Sao Paulo en Goa, partió, junto al también jesuita Antonio de Montserrat, hacia la misión de Etiopía. Por entonces, dicha misión se encontraba en punto muerto, pues tres de los cinco misioneros anteriores habían muerto y apenas existía comunicación con la «casa madre» de Goa. El objetivo de Páez y Montserrat era reforzar el equipo de misioneros. En el puerto de Diu, sin encontrar navío alguno, ambos misioneros decidieron zarpar para Mascate (Omán), bajo dominio portugués desde 1508. Allí fueron engañados por un comerciante local que les prometió pasajes para Etiopía y al poco de dejar el puerto fueron hechos prisioneros en Yemen. Seguirían siete años de cautiverio, recorriendo el desierto de Hadramaut y parte del desierto de Rub al-Jali, en la península arábiga.
En 1595, fueron rescatados y volvieron a Goa, donde Montserrat murió. En 1603, Páez inició un nuevo viaje hacia Etiopía. Llegó a Massawa y posteriormente a Fremona, donde se encontraba la base jesuita. Durante este viaje, el rey le ofreció una «extraña bebida», que tomó, siendo por tanto el primer europeo en probar el café, que Páez describiría después. A diferencia de su predecesor, Andrés de Oviedo, Paul B. Henze le describe como una persona gentil, culta y considerada hacia los sentimientos de los demás.
En contacto con el emperador etíope Za Dengel, su conocimiento del amárico y el ge'ez le sirvió para convertir a Za Dengel al catolicismo y que este decidiera abandonar la Iglesia ortodoxa etíope, a pesar de la advertencia de Páez de que no anunciase la noticia con demasiada rapidez. De hecho, cuando Za Dengel proclamó cambios en la observancia del Sabbath, Páez se retiró a Fremona, desde donde observó la guerra civil que terminó con la muerte del emperador.
La precaución del jesuita español fue muy importante para lograr la confianza del sucesor de Za Dengel, Susinios Segued III, que fue coronado emperador en 1607. Susinios dio a Páez concesiones de tierras en la península de Gorgora, al norte del lago Tana, donde creó un nuevo enclave construyendo una iglesia de piedra. Finalmente Páez, poco antes de morir, también convirtió al catolicismo a Susinios.
Páez, en uno de sus viajes con Susinios, fue el primer europeo que llegó a las fuentes del Nilo Azul, el 21 de abril de 1618, ciento cincuenta años antes de que el escocés James Bruce de Kinnaird afirmara haberlo conseguido. Acerca de este hecho, Páez dejó escrito:

Confieso que me alegré de ver lo que tanto desearon ver antiguamente el rey Ciro y su hijo Cambises, Alejandro Magno y el famoso Julio César.

Falleció en el mes de mayo de 1622 en la residencia de Gorgora Velha víctima de unas fuertes fiebres, probablemente malaria, enfermedad entonces endémica en la cuenca del lago Tana. Fue enterrado en la iglesia de Gorgora Velha que él mismo había ordenado construir, aunque posteriormente se trasladaron sus restos mortales a la capilla mayor de la nueva iglesia de Iyäsu en Gorgora Nova.

## Publicaciones
Páez escribió una Historia de Etiopía en 1620, cuyo manuscrito no se publicó hasta 1905 como el segundo y tercer volumen de la monumental (16 volúmenes) Rerum Aethiopicarum Scriptores occidentales (Roma, 1905–17) de Camillo Beccari. No se publicó en español hasta 2010, aunque ya se había publicado en 1945 en portugués. En ella recoge sus andanzas y periplos misioneros en Etiopía, amén de ser el primero en ofrecer una detallada descripción geográfica y la primera historia íntegra del país africano hasta su época. También tradujo el catecismo al ge'ez y se le atribuye el tratado De Abyssinorum erroribus.
- Páez, Pedro (2014). Historia de Etiopía. Colección: Viento Simún. La Coruña: Ediciones del Viento. ISBN 9788415374589. Archivado desde el original el 23 de agosto de 2014.